# Пташиний гай (заказник)

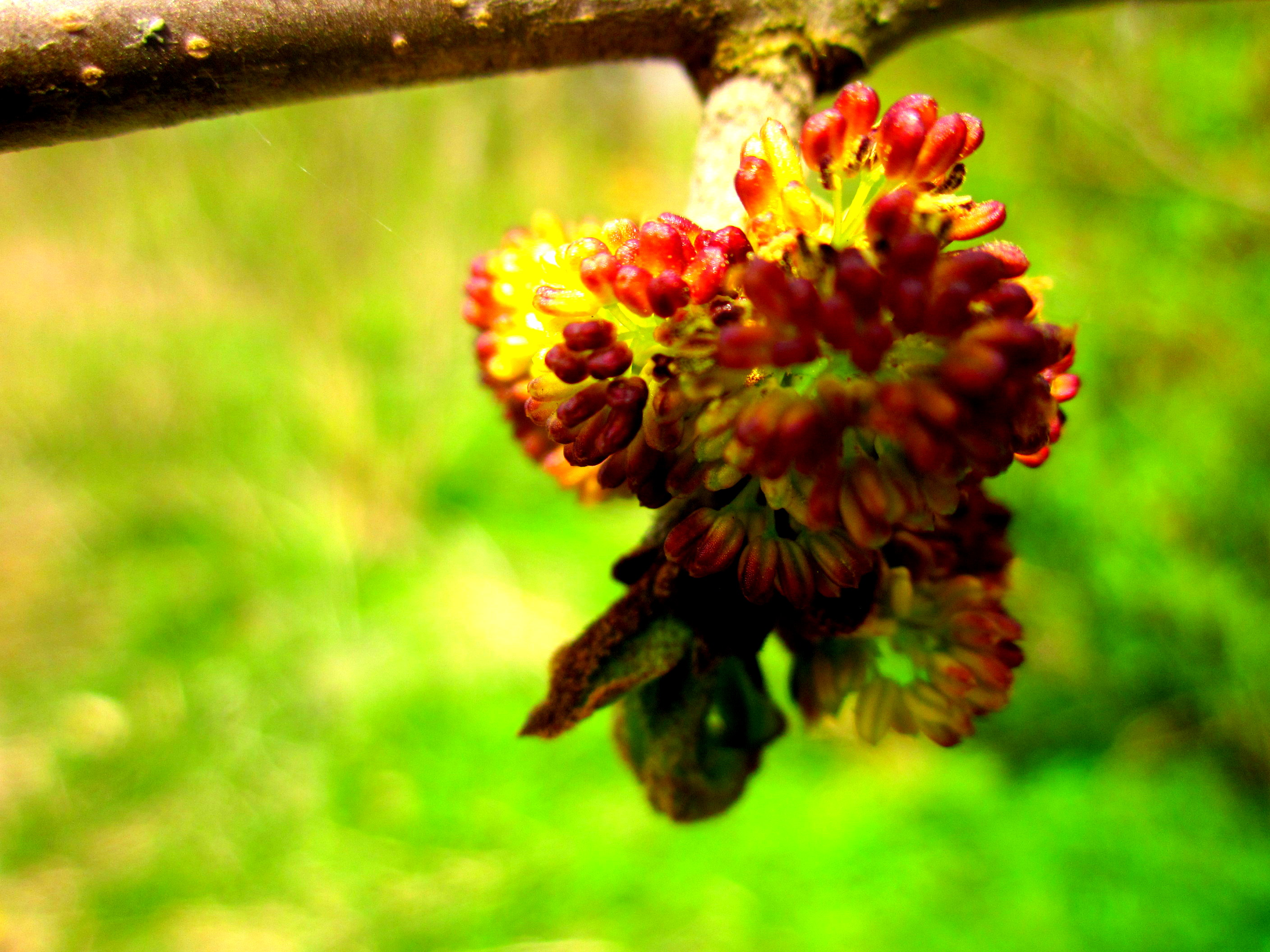

Пташи́ний гай — орнітологічний заказник місцевого значення в Україні. Розташований у межах міста Луцька, неподалік від вулиці Глушець.
Площа 10 га. Статус надано 1993 року за розпорядженням Волинської облради від 03.03.1993 № 18-р. Перебуває у віданні комунального підприємства «Парки та сквери м. Луцька».
Статус надано для збереження місць гніздування корисної орнітофауни. Територія заказника охоплює південно-західну частину Центрального парку культури і відпочинку імені Лесі Українки.
Охороняються кленово-тополеві насадження віком 50–60 років із домішкою ялини, а також ділянки чагарників та луків де мешкають близько 50 видів птахів, зокрема припутень, зозуля звичайна, дятли звичайний і сирійський, соловейко східний, вівчарики весняний, жовтобровий та вівчарик-ковалик, чиж, дрозди співочий, чорний та чикотень, синиці велика і блакитна, гаїчка болотяна, зяблик, вівсянка звичайна та ін.
Станом на початок 2016 року заказник «Пташиний Гай» був у занедбаному стані. Робляться спроби відновити його.
У 2020 році комунальному підприємству «Парки та сквери м. Луцька» надали дозвіл на видалення аварійних та сухостійних дерев на території заказника.

## Галерея

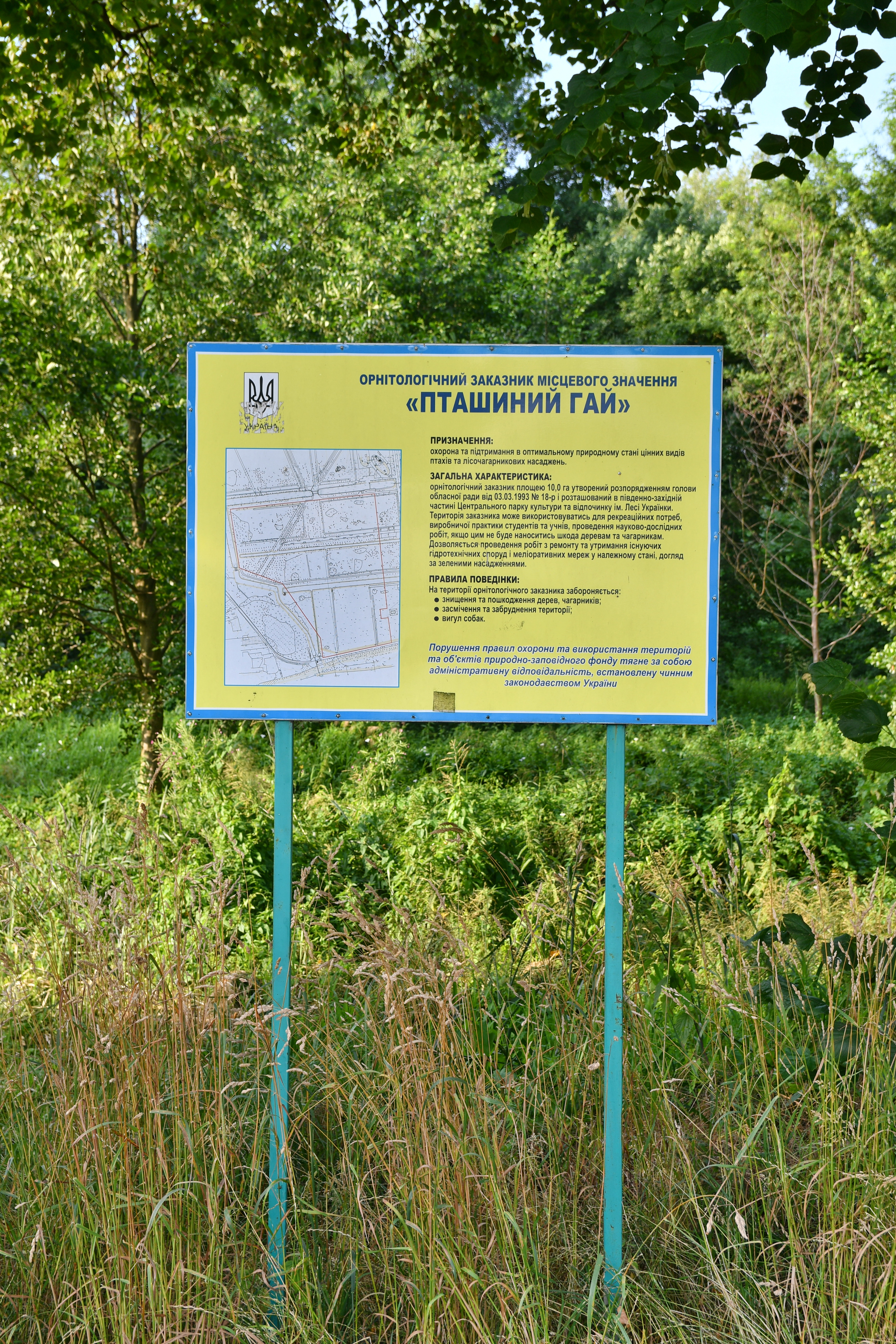
Інформаційна дошка
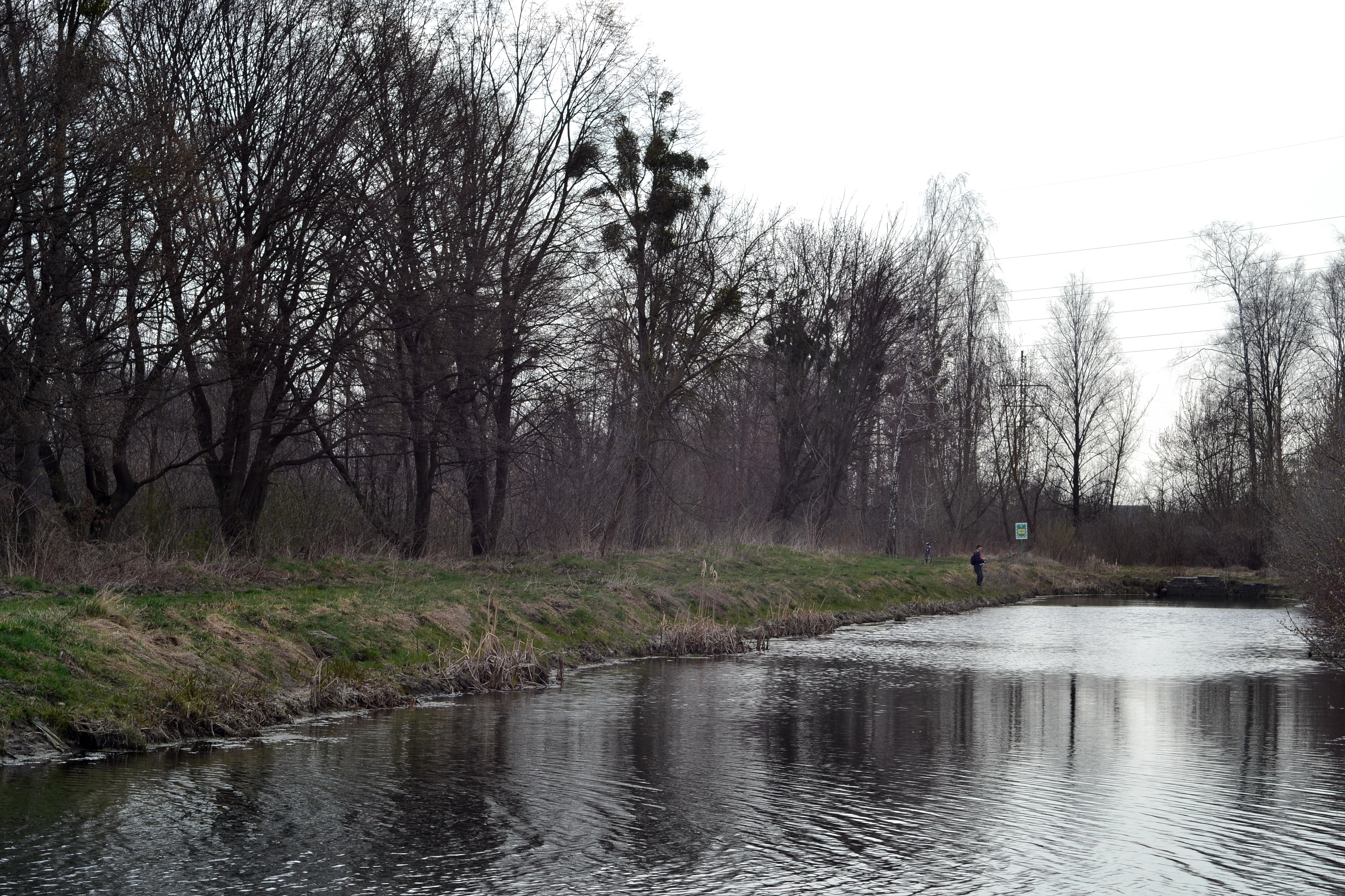
Вигляд з півночі
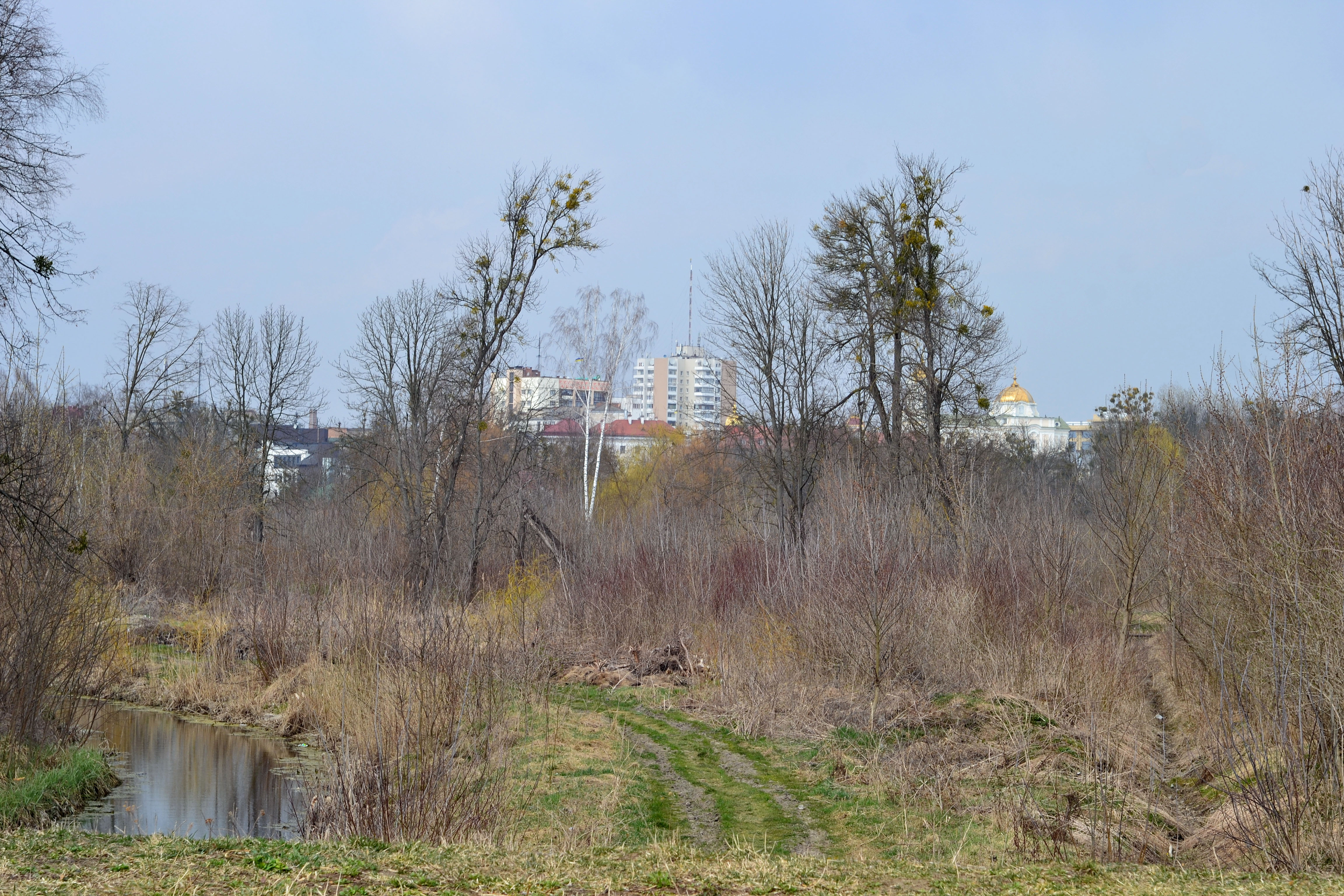
Вигляд з півдня
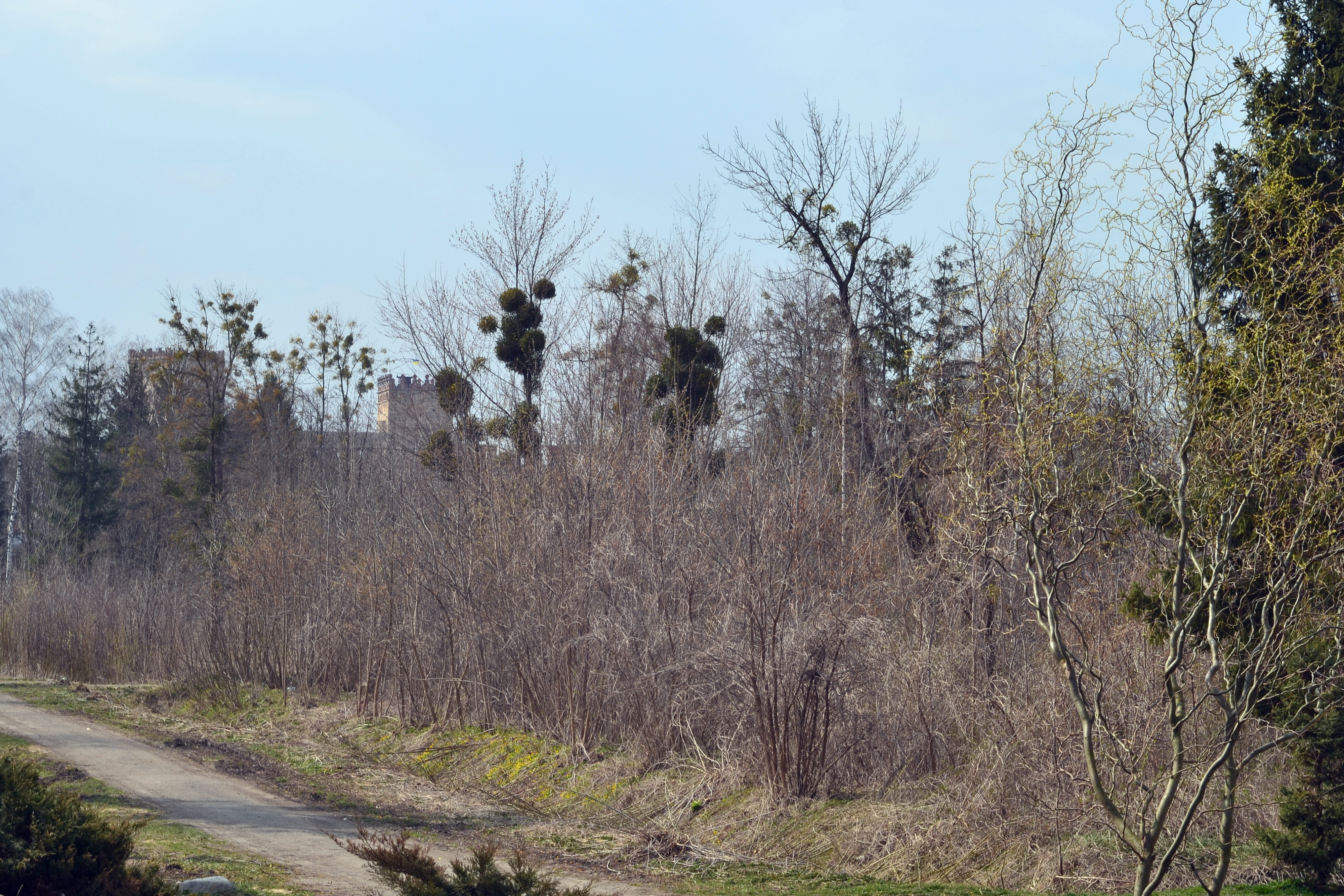
Вигляд з південного сходу
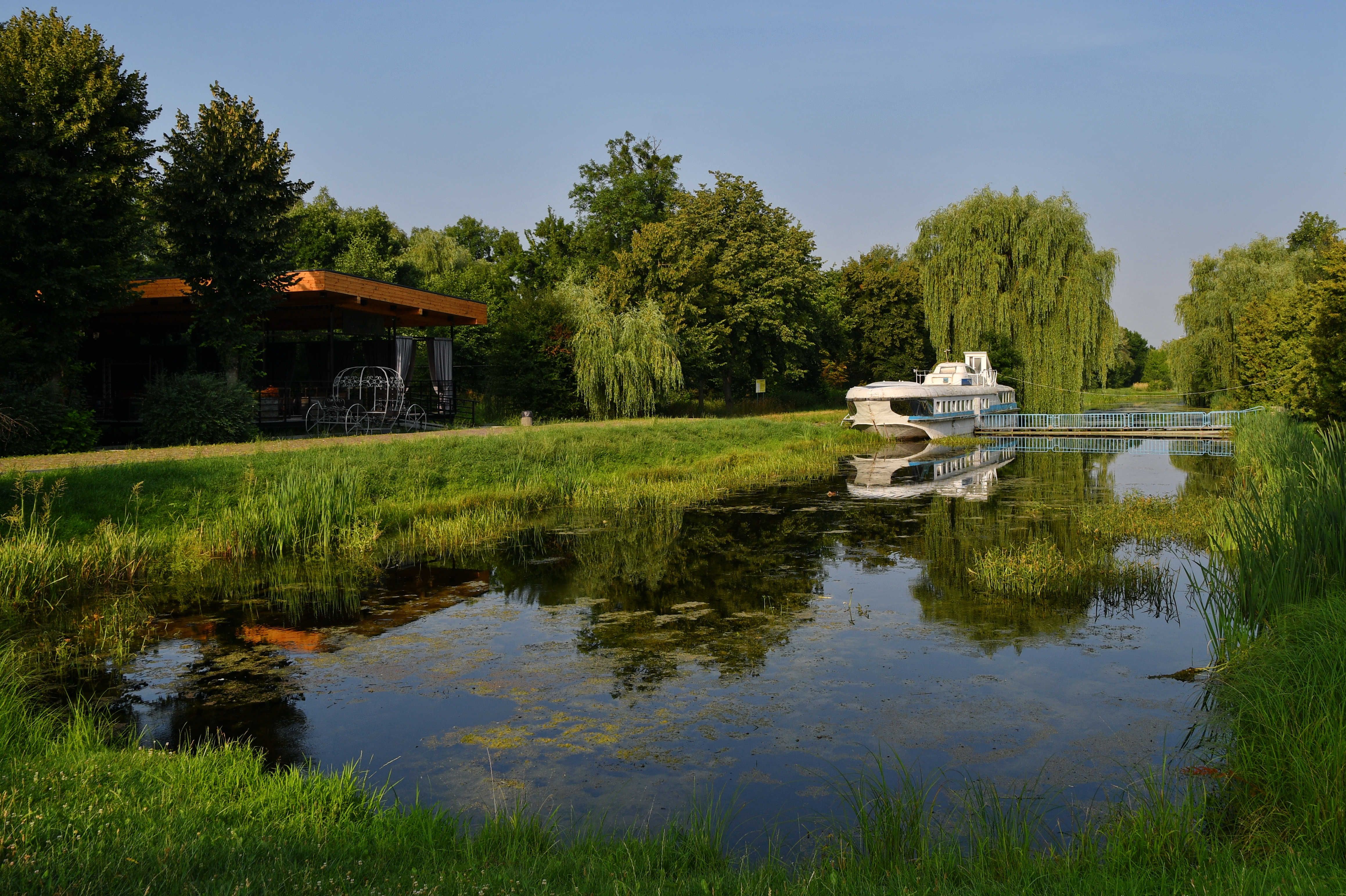
Вигляд біля каналу
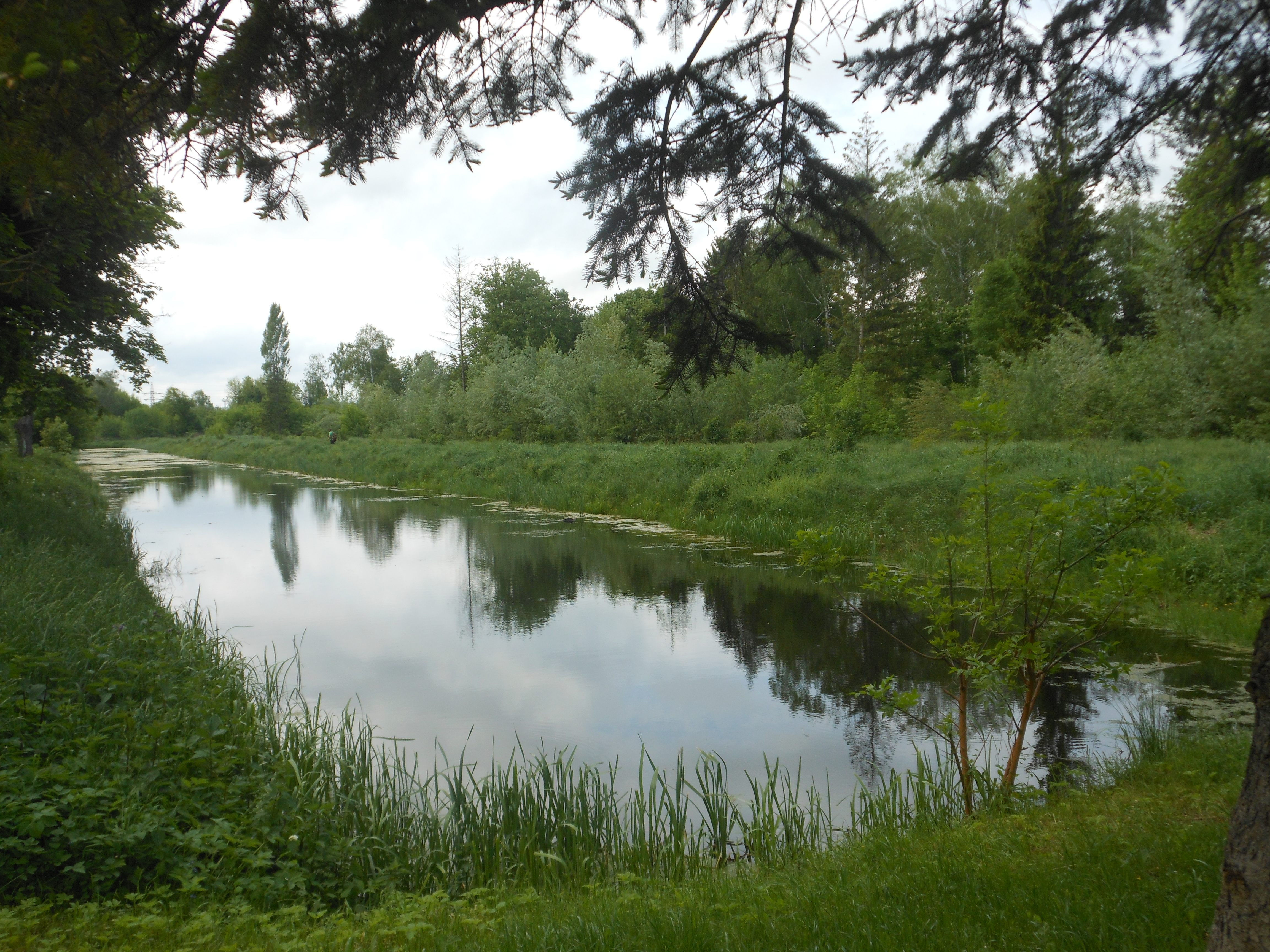
Вигляд поблизу каналу